# Fabrikmestervej
Fabrikmestervej er en vej på Frederiksholm i København. Vejen har navn efter fabrikmesteren, der tidligere var den tekniske leder af orlogsværftet. Vejen ligger mellem Ekvipagemestervej og Danneskiold-Samsøes Allé og blev navngivet i 1996.

## Kedelsmedjen
Langs Fabrikmestervej ligger orlogsværftets store kedelsmedje, som blev opført i 1887. Smedjen blev nødvendig, da Flåden i 1800-tallet begyndte at bygge dampskibe. Bygningen var oprindeligt det højeste hus på Holmen og havde en udsigtsplatform på taget. Den blev tegnet af arkitekten C. T. Andersen (1835-1916) og er inspireret af ankersmedjen på Danneskiold-Samsøes Allé, tegnet af Ferdinand Meldahl.

## Maskinværkstederne
Vinkelret på smedjen ligger maskinværkstedet, der blev opført i 1862. Ved siden af ligger et nyere maskinværksted, det såkaldte "E-hus", som blev opført omkring 1918. I dag anvendes maskinværkstedsbygningerne af Kunstakademiets Designskole.